# Edrahil
Edrahil je izmišljen lik iz Tolkienove mitologije, serije knjig o Srednjem svetu britanskega pisatelja J. R. R. Tolkiena.
Bil je glavni nargotrondondski vilin, ki je spremljal Finroda in Berna na njunem popotovanju. Sam je umrl v Tol-in-Gaurhothu.